# Elezioni parlamentari in Egitto del 2011
Le elezioni parlamentari in Egitto del 2011 si tennero il 28 novembre (primo turno) e l'11 gennaio 2012 (secondo turno) per il rinnovo dell'Assemblea del popolo.

## Risultati
| Liste | Riparto nazionale | Riparto nazionale | Totale seggi |
| Liste | Voti              | %                 | Totale seggi |
| --- | ----------------- | ----------------- | ------------ |
| Alleanza Democratica per l'Egitto - Partito Libertà e Giustizia                                                               | 10.138.134        | 36,40             | 235          |
| Blocco Islamista - Partito al-Nur                                                                                             | 7.534.266         | 27,05             | 121          |
| Neo-Wafd | 2.480.391         | 8,91              | 41           |
| Blocco Egiziano - Partito Socialdemocratico Egiziano - Partito dei Liberi Egiziani - Partito Nazionale Unionista Progressista | 2.402.238         | 8,63              | 35           |
| Partito al-Wasat | 989.004           | 3,55              | 10           |
| Istikmāl al-Thawra - Partito dell'Alleanza Socialista Popolare                                                                | 745.863           | 2,68              | 9            |
| Partito della Riforma e dello Sviluppo                                                                                        | 604.415           | 2,17              | 9            |
| Partito della Libertà | 514.029           | 1,85              | 4            |
| Partito Nazionale d'Egitto | 425.021           | 1,53              | 5            |
| Partito Conservatore | 272.910           | 0,98              | 1            |
| Partito Democratico della Pace                                                                                                | 248.281           | 0,89              | 1            |
| Partito dei Cittadini d'Egitto                                                                                                | 235.395           | 0,85              | 4            |
| Partito della Giustizia | 184.553           | 0,66              | 1            |
| Partito dell'Unione Araba Egiziana                                                                                            | 149.253           | 0,54              | 1            |
| Partito dell'Unione | 141.382           | 0,51              | 2            |
| Altre liste <0,50% | 785.935           | 2,82              | -            |
| Altri | -                 | -                 | 19           |
| Membri di diritto | -                 | -                 | 10           |
| Totale | 27.851.070        |                   | 508          |